# Caloplaca limonia
Caloplaca limonia är en lavart som beskrevs av Nimis & Poelt. Caloplaca limonia ingår i släktet orangelavar och familjen Teloschistaceae.   Inga underarter finns listade i Catalogue of Life.